# Manuel Schenkhuizen
Manuel « Grubby » Schenkhuizen (né le 11 mai 1986) est un joueur professionnel hollandais du jeux de stratégie en temps réel Warcraft III (WC3) jouant la race Orc. Grubby a remporté plus d'une centaine de tournois LAN, dont six championnats du monde. Un des meilleurs joueurs Orc, il a fait partie de l'élite des joueurs de WC3, au côté du sud-coréen avec Jang "Spirit Moon" Jae-ho (en), joueur Night Elf, ce qui lui a valu un statut légendaire parmi les fans du jeu. 
Pro-gamer pendant 7 ans sur Warcraft III, il passe ensuite au jeu Starcraft II, sans obtenir les mêmes résultats. Grubby est maintenant un streamer populaire à plein temps sur Twitch.tv, sur les jeux Warcraft III, Heroes of the Storm et Dota 2.
En août 2013, The Daily Dot l'a listé parmi les 10 plus grands joueurs de l'histoire de l'Esport au côté de BoxeR, Moon et Flash.

## Vie privée
Grubby est né à Nieuwegein dans une famille d'origine indo-néerlandaise. Il commence à jouer à Warcraft III alors qu'il est encore au lycée, et se passionne rapidement pour ce jeu.
Il s'est fiancé avec Cassandra 'PpG' Ng à la BlizzCon 2009 (en) et s'est marié en 2010. Il vit aujourd'hui en Hollande.

## Carrière dans le sport électronique
Grubby a fait partie de trois équipes professionnelles durant sa carrière. Son passage dans l'équipe Four-Kings(4K) a duré d'octobre 2003 jusqu'à janvier 2008, puisqu'en 2008, 4K a dissous son équipe Warcraft III et tous les joueurs suivent leur propre chemin. 
De janvier 2008 à janvier 2009, il a fait partie de MeetYourMakers (MYM). Après la dissolution de l'équipe MeetYourMakers en janvier 2009, Grubby et son coéquipier Jang "Spirit Moon" Jae-ho (en) se sont séparés.
Il a ensuite rejoint l'équipe Evil Geniuses en avril 2009 avec son épouse Cassandra "PpG" Ng. Il quitte l'équipe en avril 2011 et continue à concourir en solo. 
Dans le passé, il a formé des équipes fortes de 2 contre 2 avec Arvid "Myth" Fekken, Yoan "ToD" Merlo et Olav "Creolophus" Undheim.
Ses principales victoires en tournois sont les World Cyber Games en 2004,, Electronic Sports World Cup en 2005, les World Series of Video Games en 2006, les World Cyber Games 2008, World e-Sports Masters en 2009 et e-Stars 2009 - King of the Game, Séoul - South Korea
Grubby est le seul joueur de la WC3 à avoir remporté à la fois le titre WCG et ESWC. Il est aussi l'un des plus anciens joueurs professionnels de Warcraft III. Le montant total de ses gains en argent dépasse 358 905 $US, en cumulant compris les prix de Warcraft III et StarCraft II. Schenkhuizen est le sujet dans le film documentaire Beyond the Game (en) sorti en 2008.
En 2011, Schenkhuizen est passé de Warcraft III à StarCraft II en tant que joueur Protoss.
En 2015, il accompagne le lancement de Heroes of the Storm de Blizzard Entertainment, en tant que streamer et commentateur lors des championnats du monde aux Blizzcon 2015 (en) et Blizzcon 2016 (en).

## Résultats en tournois
- 1er Place – WCReplays Almojo $1000 Tournament
- 2e Place – NGTV League Season 2008[11]
- 1er Place – AMD Black All Stars October 2008[12]
- 2e Place – 2v2 Fit4Gaming December 2008
- 1er Place – GOMtv World Invitational (GWI) 2009[13]

## Récompenses

### Prix eSports
- eSports Team of the Year (2005)[14], with team 4Kings
- Best Warcraft III Player (2006)[15]

### Prix GosuGamers
- Gosu Gamer of the Year (2006)[16]
- Gosu Gamer of the Year (2008)[17]

### Prix ESL's WC3L
Grubby a reçu plusieurs prix ESL
- Electronic Sports League WarCraft III League Season 5 Most Valuable Player
- Electronic Sports League WarCraft III League Season 7 Most Valuable Player
- Electronic Sports League WarCraft III League Season 8 Most Valuable Player
- Electronic Sports League WarCraft III League Season 9 Most Valuable Player

## Interviews

### 2013
- (en) Written Interview with Cadred by Cadred.org

### 2012
- (en) [vidéo] « Video Interview with CadredClips at DreamHack Valencia », sur YouTube by Cadred.org
- (en) [vidéo] « Video Interview with BenQ at IEM Global Challenge Cologne », sur YouTube by BenQ
- (en) [vidéo] « Video Interview with Team Liquid's WaxAngel at MLG Anaheim », sur YouTube by TeamLiquid.net
- (en) Written Interview StarsWars7 Western Qualifiers Winner by s.163.com
- (en) [vidéo] « Guest on Real Talk », sur YouTube by itmeJP
- (en) Written Interview with Manuel "Grubby" Schenkuizhen by Definitive eSports
- (en) [vidéo] « Video Interview with Cyber Sports Network's Rachel Quirico at MLG Winter Arena Championships », sur YouTube by CyberSportsNetwork
- (en) Written interview with Ayesee by ItsGosu

### 2011
- (en) Audio Interview with Grubby by Team Dignitas
- (en) [vidéo] « Video Interview with Noam at ESWC 2011  », sur YouTube by Noam